# Storbritannien
|  | Denne artikel handler om staten Storbritannien, som ofte forveksles med øen Storbritannien. |
 For alternative betydninger, se Det Forenede Kongerige. (Se også artikler, som begynder med Det Forenede Kongerige)
Storbritannien (engelsk: United Kingdom, direkte oversat engelsk: Great Britain), officielt Det Forenede Kongerige Storbritannien og Nordirland (engelsk: United Kingdom of Great Britain and Northern Ireland), er et land i Vesteuropa. Storbritannien udgøres af øen af samme navn, den nordøstlige del af øen Irland samt et stort antal mindre øer. Nordirland deler, som den eneste del af Storbritannien, landegrænse med et andet land, Republikken Irland. Storbritannien er på nær førnævnte landegrænse omgivet af Atlanterhavet med Nordsøen mod øst, Den Engelske Kanal mod syd, og Det Keltiske Hav mod syd og sydvest. Landet har dermed verdens 12. længste kystlinje. Mellem Storbritannien og Irland ligger Det Irske Hav. Storbritannien er med sine 242.000 kvadratkilometer samlede areal verdens 78. største og Europas 11. største land. Det er med sine over 67 millioner indbyggere (ultimo 2021) det 21. folkerigeste land i verden. Dermed har Storbritannien den 4. højeste befolkningstæthed i EU.
Storbritannien er et konstitutionelt monarki med et parlamentarisk demokrati. Monarken er kong Charles 3., som har regeret siden d. 8. september 2022. Storbritanniens hovedstad samt største by er London, der er en verdensby og et vigtigt finanscentrum. London er med sine 10,3 millioner indbyggere Europas 4. største og var EU’s 2. største by. Af andre vigtige storbyer bør Birmingham, Leeds, Glasgow, Liverpool og Manchester nævnes. Storbritannien består af fire forenede lande: England, Skotland, Wales og Nordirland. De tre sidstnævnte har omfattende selvstyre, dog af varierende grad, centreret omkring deres hovedstæder Edinburgh, Cardiff og Belfast. De nærliggende øer Isle of Man, Bailiwick of Guernsey og Bailiwick of Jersey er ikke officielt en del af Storbritannien, men såkaldte kronbesiddelser, hvor den britiske regering er ansvarlig for forsvar og international repræsentation.
De interne forhold mellem de fire britiske lande har ændret sig voldsomt gennem tiderne. Wales blev annekteret af Kongeriget England med de såkaldte Laws in Wales Acts i 1535 og 1542. En traktat mellem England og Skotland resulterede i 1701 i et forenet Kongeriget Storbritannien, der i 1801 også indlemmede Kongeriget Irland. Således opstod Det Forenede Kongerige Storbritannien og Irland. Fem sjettedele af Irland rev sig i 1922 løs fra Storbritannien, hvilket gav anledning til et navneskifte til det nuværende Forenede Kongerige Storbritannien og Nordirland. Storbritannien har fjorten oversøiske territorier. De er de sidste rester af Det Britiske Imperium, der på sit højdepunkt i 1920’erne omfattede en fjerdedel af verdens lande, og dermed var verdenshistoriens største rige. Britisk indflydelse kan i dag spores i sprog såvel som kultur over hele verden.
Storbritannien er et iland. Det har verdens 6. største økonomi målt på BNP samt den 9. højeste købekraftsparitet. Storbritannien er et højindkomstland med en meget høj levestandard (16. på HDI). Det var verdens første industrialiserede land og desuden verdens vigtigste stormagt i hele det 19. og tidlige 20. århundrede. Storbritannien er fortsat en stormagt med betydelig international indflydelse på områder såsom økonomi, kultur, militær, videnskab og politik. Det er også en anerkendt atommagt. Storbritanniens forsvarsbudget er verdens 7. højeste. Storbritannien har været permanent medlem af FN’s Sikkerhedsråd siden rådets grundlæggelse i 1946. Landet har også været et førende medlem af EU og dens forløber, EØF, siden 1973. Den 23. juni 2016 valgte det britiske folk ved en folkeafstemning imidlertid at forlade EU. Storbritannien trådte endeligt ud af EU den 31. januar 2020 ved midnat, dansk tid. Storbritannien er herudover medlem af Commonwealth of Nations, Europarådet, G7, G20, NATO, OECD og WTO.

## Historie
Traditionelt har historikere og arkæologer antaget, at Storbritanniens tidlige historie var præget af invasioner og fortrængninger af tidligere befolkningsgrupper, men dette syn er nu mere omdiskuteret.[kilde mangler] For eksempel mødte den romerske invasion i det første århundrede f.Kr. udpræget keltisk samfund og kultur, men det er uklart, om det skyldes tidligere erobring eller fredelig kulturpåvirkning. I det 5. århundrede blev De Britiske Øer invaderet af germanske stammer, først og fremmest anglere og saksere fra dagens Nordtyskland, men også jyder fra dagens Danmark. Disse germanske stammer lagde grundlaget for den engelske nation og medbragte det gammelsaksiske sprog, som udviklede sig til nutidens engelsk. I 1066 blev angelsakserne erstattet af de skandinaviske normanner som den herskende klasse, efter Vilhelm Erobrerens erobring af England. Senere smeltede angelsaksere og normannere sammen til et folk.

### Det Britiske Imperium
I 1800-tallet var Storbritannien den dominerende handels- og sømagt i verden med et imperium, som strakte sig over en tredjedel af kloden.[kilde mangler] Blandt andet var Indien, Canada, Australien og større dele af Østafrika underlagt den britiske krone. Som følge af dette er den britiske monark stadig statsoverhoved i mange tidligere kolonier.
Det Britiske Imperium har haft stor betydning for den moderne verden eksempelvis gennem udbredelsen af demokrati[kilde mangler] og den parlamentariske styreform samt selvfølgelig det engelske sprog og kultur.
Det britiske imperium udviklede, kontrollerede og systematiserede den internationale – og tilnærmelsesvis globale – handelsvirksomhed.[kilde mangler] Det skete inden for rammerne af kolonistrukturen. Og denne handelsvirksomhed havde en afgørende indflydelse på udviklingen af nutidens globale verdensmarked.

## Politik
Storbritannien er en statsenhed med en konstitutionelt monarkisk styreform. Forfatningen består af en samling af love, konventioner og retssædvaner og ikke af ét enkelt dokument. Statsoverhovedet er den britiske monark, men den udøvende magt udøves af regeringen gennem kabinettet, der er ansvarlig over for parlamentet og befolkningen. Den lovgivende magt udøves af parlamentet efter princippet om parlamentarisk suverænitet. Den britiske decentraliseringsproces har ført til, at Wales, Skotland og Nordirland har fået egne parlamentariske forsamlinger og regeringer. I 2009 blev der indført en højesteret for hele Storbritannien, men kongeriget består stadig af tre adskilte retsområder: England og Wales, Nordirland og Skotland.
Storbritannien har været regeret af tyske fyrsteslægter siden 1714, hvor Hannovers kurfyrste Georg Ludwig arvede tronen. Med dronning Victoria uddøde huset Hannover, og tronen gik til hendes mands slægt, den albertinske linje af det saksiske Wettin-dynasti, Huset Sachsen-Coburg og Gotha. Kongehuset i landet har siden 1917 (som følge af 1. verdenskrig) brugt navnet Windsor uafhængigt af, hvilket hus som sidder på tronen. Med dronning Elizabeth 2. vil huset Sachsen-Coburg-Gotha miste den britiske trone, som vil passere til huset Glücksborg, som tidligere regerede Grækenland, prins Philips fødeland. Huset Glücksborg regerer også i Danmark og Norge.

### Forlader EU
31. januar 2020: Storbritanniens sidste dag som medlem af EU
Brexit er en proces, der førte til, at Storbritannien og Gibraltar trådte ud af EU den 31. januar 2020 klokken 23:00 GMT. Udtrædelsen var oprindeligt sat til 29. marts 2019, men blev udskudt flere gange, da det britiske parlament og Europa-Parlamentet forsøgte at lave en udtrædelsesaftale mellem Storbritannien og EU inden da.
Baggrunden for Brexit er folkeafstemningen om Storbritanniens EU-medlemskab den 23. juni 2016, hvor 51,89 procent af vælgerne stemte for at forlade ("leave") EU, mens 48,11 procent stemte for at forblive ("remain") i EU. I marts 2017 vedtog Underhuset og Overhuset en lov, der bemyndiger regeringen til at forhandle om Storbritanniens udtræden af EU. Loven blev stadfæstet af dronningen den 16. marts 2017.
Forhandlingerne om Storbritanniens udtræden af EU startede formelt, da den britiske regering aktiverede artikel 50 i Traktaten om Den Europæiske Union. Denne bestemmelse kom ind i traktaten, da Lissabontraktaten trådte i kraft i 2009. Artikel 50 blev aktiveret den 29. marts 2017.

## Retssystemer
Det Forenede Kongerige har aldrig haft ét enkelt retssystem, eftersom staten blev skabt efter en politisk union imellem uafhængige kongeriger. Det følger af Unionstraktaten af 1707s art. 19, at Skotland er garanteret sit eget retssystem, ligesom Nordirland siden sin oprettelse som provins ligeledes har haft sit eget. I dag eksisterer der således tre sideordnede og forskellige retssystemer i Storbritannien: Ét for England og Wales; ét for Nordirland og ét for Skotland. Retssystemerne for England og Wales samt Nordirland er baseret på common law, mens det skotske følger en kombination af common law og det civilretlige system.
Overhuset, parlamentets førstekammer, varetog igennem århundrede funktionen som Storbritanniens øverste appelinstans i overensstemmelse med princippet om parlamentarisk suverænitet. Formelt set kunne ethvert medlem af overhuset deltage i en appelsags behandling, men efter en parlamentarisk kutyme blev sager i praksis kun hørt og behandlet af Appeludvalget, der udelukkende bestod af Law Lords, som alle var dommere.
Nyere ændringer i forfatningen har ført til oprettelsen af en Højesteret, der i oktober 2009 overtog appelfunktionen fra Overhusets Appeludvalg. Statsrådets Retsudvalg har ligeledes overført sine kompetencer til at høre sager fra Skotland, Nordirland og Wales til den nye højesteret.
Højesteret har sæde i Middlesex Guildhall på vestsiden af Parliament Square i London.
Samme bygning rummer også Statsrådets Retsudvalg, der er den øverste appelinstans for Storbritanniens oversøiske territorier og kronbesiddelser samt øverste appelinstans for de commenwealthstater, der har bibeholdt denne appelmulighed.

## Økonomi
De Britiske Øer er gået fra at være selvforsynende til at være afhængig af udenlandshandel, i takt med at befolkningstætheden er øget. Storbritannien var det første land, som fik den industrielle revolution.{{kilde mangler|dato=marts 2017}} Statslig kontrol over økonomien ligger hos Chancellor of the Exchequer, for tiden George Osborne.
Britisk økonomi er baseret på kapitalisme efter angelsaksisk model, centreret omkring markedsliberalisering, lavt skattetryk og lav grad af regulering. Storbritannien udgør den femtestørste økonomi i verden, den næststørste i Europa efter Tyskland og den sjettestørste i henhold til købekraftsparitet.
Storbritannien var det første land i verden, som oplevede den industrielle revolution og koncentrerede sig om tung industri i lighed med de fleste andre sammenlignelige nationer på den tid. Dominerende industrier var skibsbyggeri, kuludvinding, stålproduktion og tekstilproduktion. Imperiet skabte et eksportmarked for britiske produkter med det resultat, at briterne dominerede den internationale handel i 1800-tallet.[kilde mangler] Da andre nationer gennemgik en lignende industrialisering, og i takt med at overskuddet af arbejdskraft fra landbruget gik ned, mistede Storbritannien sit forspring. Resultatet var en nedgangsperiode for landets industri op gennem 1900-tallet. Den britiske servicesektor havde dog i samme periode en betydelig vækst og udgør nu cirka 73 % af BNP.
Servicesektoren er domineret af finansindustrien, specielt inden for bank og forsikring. London er et af verdens finanscentre, med London Stock Exchange, London International Financial Futures and Options Exchange og Lloyd's of Londons forsikringsbørs. De sidste 10 år er et konkurrerende finanscenter vokset frem i havnestrøget i byen med HSBC, Citigroup og Barclays Bank som store aktører. Den skotske hovedstad Edinburgh har også en udbygget finansindustri, den sjette største i Europa.
Turisme er vigtig for den britiske økonomi, og over 27 millioner turister besøger hvert år. Storbritannien er det sjette største turistmål i verden.
Den britiske industri har haft en nedtur siden 2. verdenskrig. Den er stadig en betydelig del af økonomien, men stod kun for en sjettedel af landets værdiskabelse i 2003. Den britiske bilindustri er en betydelig del af denne sektor, selv om al produktion af et vis volumen har udenlandske ejere. Flyindustrien er domineret af BAE Systems og den europæiske koncern Airbus. Rolls-Royce er en stor international aktør inden for flymotorer. Kemisk og farmaceutisk industri står også stærkt, med verdens anden- og tredjestørste farmaceutiske firmaer (GlaxoSmithKline og AstraZeneca).
Den britiske landbrugssektor er lille i europæisk målestok og står kun for 0,9 % af BNP. Storbritannien har stadig store reserver af kul, gas og olie. Primærproduktion af energi står for cirka 10 % af BNP, en af de største andele af nogen industrialiseret stat.
Valutaen i Storbritannien er pound sterling, £. Bank of England er centralbanken og udgiver valutaen, selv om banker i Skotland og Nordirland har ret til at trykke egen valuta, så længe de har reserver af Bank of England-sedler. Storbritannien valgte ikke at gå ind i Euro-samarbejdet.
| Økonomiske nøgletal         | Værdi           | % af BNP | År, kilde                       |
| --------------------------- | --------------- | -------- | ------------------------------- |
| BNP                         | 2.345,0 mia US$ |          | 2006, Verdensbanken             |
| BNP (vækst)                 | 3,3%            |          | Q3 2007, The Economist nov 2007 |
| Industriproduktion          | 0,7%%           |          | Q3 2007, The Economist nov 2007 |
| Konsumpriser 2006           | 2,3 %           |          | 2006, Eurostat (europa.eu)      |
| Konsumpriser 2007           | 1,8%            |          | Q3 2007, The Economist nov 2007 |
| Renter 3 mnd 2006           | 4,85 %          |          | 2006, Eurostat (europa.eu)      |
| Renter 3 mnd 2007           | 6,22%           |          | Q3 2007, The Economist nov 2007 |
| Børsindeks 1.jan-7.maj 2008 | -3,0%           |          | The Economist maj 2008          |
| Arbejdsløshed               | 5,4%            |          | Q3 2007, The Economist nov 2007 |
| Handelsbalance              | -160,4 mrd $    |          | Q3 2007, The Economist nov 2007 |
| Betalingsbalance            | -86,6 mrd $     | -3,2%    | Q3 2007, The Economist nov 2007 |
| Budgetbalance               |                 | -3,0%    | Q3 2007, The Economist nov 2007 |
| Udviklingshjælp             | – 7,88 mrd US$  |          | 2005, UNDP Database             |
| BNP pr. indb                | 36.851 US$      |          | 2005, UNDP Database             |

## Geografi
England består for det meste af lavland med bjergterræn i nordvest (Cumbriabjergene i Lake District) og nord (Penninerne) og kalkstenåse i Peak District. Man finder også flere områder med lave kalkstensåse, som Purbeck, Cotswolds, Lincolnshire med flere. Der findes ingen bjergtoppe over 1.000 meter i England. De vigtigste floder er Themsen og Severn, og man medtager ofte også fjorden Humber i denne gruppe. Det største byområde er Greater London, som også er hovedstad. Gennem Eurotunnelen er der landforbindelse til Frankrig.
Skotland har en varieret geografi med lavland i syd og øst og højland i nord og vest. Det højeste bjerg i Storbritannien ligger i det skotske højland; Ben Nevis rager 1.344 moh. Der er mange lange og dybe fjorde og indsøer. Over 800 øer i Skotland, deriblandt Hebriderne, Orkneyøerne og Shetlandsøerne. Største by er Glasgow, mens hovedstaden er Edinburgh.
Wales er for det meste bjergterræn. Den højeste top er Snowdon, på 1.085 meter over havet. Nord for fastlandet ligger øen Anglesey. Hovedstaden Cardiff er største by, og ligger i den sydlige del af Wales.
Nordirland består for det meste af åslandskab. De største byer er hovedbyen Belfast og Derry (Londonderry). Storbritanniens største indsø, Lough Neagh, ligger i Nordirland og har et overfladeareal på 388 km².
Storbritannien har op mod 1.100 småøer eller holme. Nogle af disse er kunstige crannogs og blev anlagt for at gøre det lettere at forsvare landet i urolige tider.[kilde mangler]

### Byer og byområder
Hovedstæderne i de enkelte lande i Storbritannien er: Belfast (Nordirland), Cardiff (Wales), Edinburgh (Skotland) og London (England), sidstnævnte er også hovedstaden i Storbritannien som helhed.

## Demografi
Ved folketællingen i april 2001 havde Storbritannien et befolkningstal på 58.789.194. Dette var tredje højest i EU efter Tyskland og Frankrig og 21. højest i verden. I 2004 blev det anslået, at tallet var øget til 59.834.300, ifølge Office for National Statistics. Befolkningstætheden er blandt de højeste i verden. Folketællinger i Storbritannien (og i landets tidligere kolonier) foretages sidste søndag i april hvert tiende år (2001, 2011 etc.)[kilde mangler]
Omkring en fjerdedel af befolkningen bor i den sydøstlige del af England, deriblandt 7,2 millioner i Storlondon (Greater London).
Graden af analfabetisme er i underkanten af 1 %, hvilket tilskrives indførelsen af almen grundskole i 1870 og almen ungdomsskole i 1900. I Skotland blev almen grundskole indført allerede i 1696. Skolegang er obligatorisk fra fem- til sekstenårsalderen.
De Britiske Øer er gennem historien blevet udsat for flere invasioner og migrationsbølger, specielt fra Skandinavien og det europæiske kontinent. Før romerne kom, var øerne bosat af keltere og piktere. Der fandtes rester af præ-keltiske folk af ukendt ophav. Den romerske besættelse varede i flere århundreder, og derefter tog angelsaksere og vikinger over som dominerende grupper. I 1066 kom normannerne. I nyere tid er mange indvandrere kommet til øerne specielt fra de tidligere britiske kolonier, men også fra de fleste andre lande. Dagens briter er af præ-keltisk, keltisk, romersk, angelsaksisk, norrønt, normannisk og skandinavisk ophav, med et betydeligt indslag af ikke-europæiske folkeslag.

### Sprog
Det dominerende sprog i Storbritannien er engelsk, som er et vestgermansk sprog. Den ældste form af et eget engelsk sprog kaldes oldengelsk, derefter fulgte middelengelsk og så dagens moderne engelsk. Der er betydelige dialektforskelle inden for det engelske sprog. Disse deles gerne i de overordnede grupper hibernoengelsk (Nordirland), skotsk engelsk, walisisk engelsk og "Englandsengelsk".
Dertil kommer flere keltiske sprog: walisisk, kornisk, irsk og skotsk gælisk.
Andre hjemmehørende sprog er skotsk, som er nært beslægtet med engelsk, romani og britisk tegnsprog (nordirsk tegnsprog regnes også ofte som et eget sprog). I Cumbria holdt den keltiske indflydelse sig længe i dialekten, specielt i form af et unikt talsystem, som blev brugt til at tælle får.
De største indvandrersprog er gujarati, hindi, punjabi, urdu, bengali og kantonesisk.

### Religion
Den største religion i Storbritannien er kristendommen. Den blev indført af romerne, men døde mere eller mindre ud, da den romerske overklasse forlod landet. Siden genindførtes kristendommen af Augustin af Canterbury og hans missionærer fra 597. De største kirkesamfund er Den anglikanske kirke (Den engelske statskirke, Kirken i Wales og Den irske kirke), Den katolske kirke og Den presbyterianske kirke. Der eksisterer dertil en række andre protestantiske og ortodokse kirkesamfund af varierende størrelse.
I anden del af det 20. århundrede var der omfattende indvandring fra Commonwealth of Nations, og dette førte til, at en række andre religioner blev etableret. De største er islam, hinduisme, sikhisme og buddhisme. Religioner, der hævder at stamme fra præ-keltiske briter som wicca og ny-druidisme har også en del tilhængere. Lidt over tre fjerdedele af befolkningen oplyste, at de tilhørte en religiøs retning ved folketællingen i 2001. Andre undersøgelser har vist, at op mod 35 % af befolkningen anser sig for at være ateister.

## Administrative enheder
Rigets fire forskellige nationer, home nations, har forskellige ordninger for lokalstyre:
| Flag       | Nation     | Befolkning (2021) | Understatslige enheder                                         |
| ---------- | ---------- | ----------------- | -------------------------------------------------------------- |
| England    | England    | 56.489.800        | Regioner Administrativt grevskab Ceremonielt grevskab Distrikt |
| Skotland   | Skotland   | 5.479.900         | Regioner Statholderskab                                        |
| Wales      | Wales      | 3.107.500         | Hovedområder Bevaret grevskab                                  |
| Nordirland | Nordirland | 1.903.100         | Distrikter                                                     |

Historisk var alle de fire nationer inddelt i grevskaber. Disse bruges fortsat som geografiske områder, men det er kun i England, at de også er administrative enheder, og heller ikke der er de den eneste anvendte enhed.
England er inddelt i ni regioner, der fungerer som et niveau mellem stat og grevskab. Under disse ligger så grevskaberne og enhedslige myndigheder, en form for selvstyrende købstadskommuner. Grevskaberne er inddelt i distrikter (de enhedslige myndigheder er også distrikter, men er uafhængige af grevskaberne). Bortset fra i England er alle kommunerne i Storbritannien enhedslige myndigheder: 32 i Skotland, 22 i Wales og 11 i Nordirland. I England oprettes der flere og flere kommuner som enhedslige myndigheder ved sammenlægning af kommuner og nedlæggelse af administrationer i grevskaberne, county councils. Af Englands 296 kommuner (districts) (fra 1. april 2023) udgør de 36 metropolitan boroughs, de 230 følgende kommuner er inddelt i 164 kommuner underlagt administrationen i grevskaberne, mens 62 er enhedslige myndigheder (købstadskommuner). Der er 32 London boroughs. Derudover er der to sui generis administrationer, som administrerer sig selv: City of London og Isles of Scilly.
Som i andre engelsktalende lande er der to forskellige typer bystatus, city og town. En town er en del af et distrikt, mens en city udgør en egen administrativ enhed. Der er pr. 2006 66 steder i Storbritannien med status som city: 50 i England, seks i Skotland, fem i Wales og fem i Nordirland. Denne status gives i kongelig charter.

### Britisk oversøisk territorium
Et britisk oversøisk territorium (BOT) (engelsk: British overseas territory; tidligere kendt som biland eller kronkoloni) er et territorium som er underlagt britisk overhøjhed uden at være en del af Det Forenede Kongerige Storbritannien og Nordirland (UK). I dag er fjorten oversøiske territorier knyttet til UK. Betegnelsen "British Overseas Territory" stammer fra 2002, hvor den erstattede betegnelsen British dependent territory, som igen blev indført i 1981. Før da blev disse områder kaldt kolonier eller kronkolonier.
Britiske oversøiske territorier adskiller sig fra britiske kronbesiddelser, hvis konstitutionelle forhold til Storbritannien er anderledes. I en historisk kontekst skal kolonier ikke forveksles med protektorater, som selvom de var under britisk kontrol formelt var uafhængige stater, hvorimod kolonier var en del af den britiske stat. I moderne tid skal BOT heller ikke forveksles med Dominion, de lande der samlet kaldes Commonwealth, og som er en frivillig sammenslutning af tidligere kolonier, men i dag suveræne og uafhængige stater, ligestillet med Storbritannien.

## Militær
Storbritanniens forsvar kaldes officielt Armed Forces of the Crown, men er også kendt som British Armed Forces eller Her Majesty's Armed Forces. Den britiske monark er øverstkommanderende, mens Ministry of Defence har det politiske og administrative ansvar gennem Defence Council of the United Kingdom.
Forsvarets hovedopgaver er at beskytte riget og dets oversøiske territorier og at fremme rigets sikkerhed og støtte internationale fredsbevarende operationer. Storbritannien er en aktiv deltager i NATO og andre koalitioner. Det britiske forsvar regnes for at være et af de stærkeste i verden[kilde mangler].
Pr. 2005 havde British Army 102.440 soldater, Royal Air Force 49.210 og Royal Navy 36.320[kilde mangler]. Det er søværnet, som kontrollerer Storbritanniens strategiske atomvåben, der består af fire Trident-ubåde, som fører atomraketter. Marineinfanteriet Royal Marines er også underlagt Royal Navy. Det totale antal soldater er omkring 190.000. Styrkerne er pr. 2006 udstationeret i over 80 lande, de fleste er medlemmer af Commonwealth (Commonwealth of Nations). 9 % af de regulære tropper er kvinder, og i reserven finder man noget højere kvindeandel. Storbritannien har ikke haft værnepligt siden afskaffelsen af National Service i 1960.
Det findes flere specialstyrker, hvoraf Special Air Service (SAS) under British Army og Special Boat Service under Royal Navy er de mest kendte. De britiske specialstyrker regnes for at være blandt de bedste i verden[kilde mangler].
Royal Navy er det næststørste søværn i verden, målt efter tonnage. Traditionelt er det søværnet, som har været den vigtigste garanti for Storbritanniens sikkerhed.
Storbritannien er også et af de fem lande i verden med et omfattende atomarsenal. De bruger missilsystemet Trident II fra ubåde af Vanguard-klassen.
Sidst de britiske styrker gik alene i krig mod en fjende, var i Falklandskrigen i 1982. I alle senere konflikter har Storbritannien indgået i koalitioner.

## Kultur

### Uddannelse og videnskab
Storbritannien har nogle af verdens ledende og mest kendte universiteter, deriblandt University of Cambridge, University of Oxford og University of London.
Blandt kendte britiske videnskabsmænd er Isaac Newton, Charles Darwin, Stephen Hawking, Adam Smith, James Clerk Maxwell, Lord Kelvin og Isamabard Kingdom Brunel. Mange kendte opfindelser er gjort i Storbritannien som lokomotivet, vaccination, fjernsyn, jernbane, intern forbrændingsmotor og jetmotor. Den første programmerbare computer var også britisk; Colossus på Bletchley Park blev bygget i 1944 og blev holdt tophemmelig til 1970'erne.
I 2006 skal Storbritannien have haft det næstmest produktive forskermiljø efter USA, med 9 % af verdens forskningsrapporter og 12 % af referencerne i de ansete videnskabelige tidsskrifter.

### Musik
Inden for klassisk musik er kendte britiske komponister som William Byrd, John Taverner, William Lawes, John Dowland, Thomas Tallis og Henry Purcell fra 16. og 17. århundrede, og senere sir Edward Elgar, sir Arthur Sullivan, Ralph Vaughan Williams og Benjamin Britten. Georg Friedrich Händel tilbragte det meste af sit aktive arbejdsliv i England.
Storbritannien var sammen med USA et vigtig sted for udviklingen af rock. Blandt de mest kendte kunstnere og grupper er The Beatles, David Bowie, Elton John, Ozzy Osbourne, Queen, Deep Purple, Led Zeppelin, Pink Floyd, Genesis, Rolling Stones, The Who, Duran Duran, The Smiths, Depeche Mode, The Cure og mange andre. Inden for punk var Storbritannien længe i første række med bands som Sex Pistols og The Clash. Det samme gjaldt i en periode heavy metal, med bl.a. Judas Priest, Black Sabbath, Motörhead og Iron Maiden.
I midten af 1990'erne opstod fænomenet britpop med bands som Oasis, Blur, Spice Girls og Coldplay. Storbritannien har også ligget langt fremme inden for electronica, med for eksempel The Prodigy, Chemical Brothers, Faithless og Aphex Twin.
På grund af de mange indvandre fra Caribien har caribisk musik, særligt i form af reggae og indie rock, også været udbredt i Storbritannien. Blandt udøvere finder man Kaiser Chiefs, Franz Ferdinand, The Libertines, Arctic Monkeys og Keane.

### Medier
Storbritannien har omfattende medievirksomheder med stor spændvidde. Da engelsk er et internationalt sprog, er engelske medier kendt over store dele af verden.
BBC er landets officielle radio- og fjernsynsselskab og verdens ældste radioselskab.[kilde mangler] Det finansieres gennem tvungen fjernsynslicens og driver flere fjernsyns- og radiokanaler både i Storbritannien og i udlandet. BBC World Service sender på 33 sprog over hele verden. BBC News er tilgængelig i mange lande og har ry for at være et troværdigt nyhedsmedie.[kilde mangler]
Blandt private fjernsynskanaler er ITV, Channel 4 og five. Af satellitkanaler er Britisk Sky Broadcasting den største. Størstedelen af digitale kabeltjenester leveres af NTL:Telewest, efter at NTL og Telewest blev slået sammen i marts 2006.
Britisk radio domineres af BBC Radio, som har 10 nationale og 40 regionale kanaler. Den mest populære målt efter antal lyttere er BBC Radio 2, som først og fremmest sender popmusik og er især henvender sig til midaldrende lyttere. BBC Radio 1 er rettet mod lyttere i alderen 15–24, og var tidligere den mest populære kanal. Kommercielle kanaler er i de fleste tilfælde regionale, men Virgin Radio og Classic FM sender nationalt. Blandt de mest populære regionale kanaler er Capital FM i London, Heart i London og Midlands, Galaxy i Birmingham, Magic i London og Nordengland og Radio Clyde i Glasgow.
Britiske aviser deles ofte i seriøse aviser og tabloider. Denne skelnen handler i mindre grad end tidligere på den enkelte avis' format, efter at flere af de seriøse aviser har skiftet til tabloidformat. The Sun har det største oplag og står for omkring en fjerdedel af det totale antal solgte aviser, mens søsteravisen News of the World var største søndagsavis med meget kendis- og skandalestof. Til de seriøse aviser regnes The Guardian og Daily Telegraph. Sidstnævnte befinder sig politisk noget til højre for centrum og har i dag overhalet The Times som den mest solgte avis. Den vigtigste finansavis er Financial Times, som er let genkendelig med sit lyserøde papir.

## Sport
Flere store sportsgrene har sit ophav i Storbritannien, blandt andet fodbold, rugby, golf, cricket, tennis, boksning, bandy og landhockey.
Fodbold er den sport, som tiltrækker flest deltagere og tilskuere. Storbritannien konkurrerer ikke som et land i internationale turneringer; i stedet stiller de fire nationer med hvert sit hold. Af den grund har Storbritannien aldrig deltaget ved fodbold under de olympiske lege, men under sommer-OL 2012, som holdes i London, blev der sammensat et britisk hold specielt til denne anledning. Englands og Nordirlands fodboldforbund deltog, mens det walisiske og det skotske forbund har takkede nej.
Mange kendte fodboldklubber er hjemmehørende i Storbritannien, fx Manchester United og Liverpool FC i England og Celtic FC og Rangers FC i Skotland. De konkurrerer i nationale ligaer, og en del er med i europæiske konkurrencer. Britiske hold har ofte gjort det godt i europæisk sammenhæng.
Snooker (en britisk billardvariant) er Storbritanniens mest populære indendørssport og næst mest populære TV-sport (efter fodbold). Under VM-finalen i 1985 blev der sat flere seerrekorder med 18,5 millioner seere under matchens klimaks: største britiske sportspublikum på TV, største publikum på BBC Two og største publikum efter midnat.
Wimbledon-mesterskaberne er en international tennisturnering, som afholdes i Wimbledon i London hver sommer. Den regnes som en af de mest prestigefyldte tennisturneringer.[kilde mangler]
Royal and Ancient Golf Club of St Andrews regnes som golfspillets fødested. Både Skotland og England har mange golfbaner, og for mange golfspillere er en rundtur på de skotske baner en drøm.
Hestevæddeløb er også en populær sport. Under Karl 2. fik den status som "Kongernes sport" og har fortsat en særstilling for kongefamilien. Blandt de mest kendte løb er Grand National og Epsom Derby.
Cricket fremstår for mange som den mest britiske af alle sportsgrene. I internationale konkurrencer stiller Wales og England op sammen, Skotland stiller for sig selv, mens Nordirland stiller i et all-irsk hold. Sporten er betydeligt mere populær i England end andre steder.
I Nordirland er de traditionelle irske sportsgrene gælisk fodbold og hurling populære. Særligt Tyrone og Armagh har hævet sig indenfor gælisk fodbold.
Motorsport er populært i Storbritannien, med en række hold og kørere i Formel 1 og World Rally Championship. I tillæg til, at flere løb inden for internationale konkurrencer arrangeres i Storbritannien, er der også et eget britisk Touring Car Racing-løb, BTCC. Blandt kendte racerkørere finder man Mike Hawthorn, Graham Hill, Jim Clark, John Surtees, Jackie Stewart, James Hunt, Nigel Mansell, og Damon Hill inden for Formel 1, samt Colin McRae og Richard Burns inden for rally.

## Nationale symboler
Storbritanniens flag, Unionsflaget, er bedre kendt som Union Jack. Flaget er en kombination af Englands flag, Skotlands flag og Irlands gamle flag. Wales er ikke repræsenteret i Unionsflaget, eftersom Wales blev erobret og annekteret af England før Det Forenede Kongerige blev dannet. Storbritannien har formelt ingen nationalsang, men kongemelodien God Save the King – hvor "King" udskiftes med "Queen" i teksten, når monarken er en kvinde – har stilling som en de facto nationalsang.
Britannia har siden romerne været nationalsymbol. Britannia er en ung kvinde med brunt eller gyldent hår med en korintisk hjelm og hvide gevandter. I hånden har hun Poseidons trefork og et græsk hoplitskjold, som nu er dekoreret med Union Jack. Nogle gange sidder hun på ryggen af en løve. Britannia har især været associeret med Storbritanniens maritime dominans, der kommer til udtryk i den patriotiske sang Rule, Britannia!. Løven ses bag Britannia på den britiske 50 pence-mønt, ligesom den bruges som et symbol på Den Britiske Hærs u-ceremonielle flag. Et højst uformelt symbol for Storbritannien er en bulldog, i nogle tilfælde med en bowlerhat på hovedet.